# Jeroen Boelen
Jeroen Boelen (né le 27 janvier 1978 à Bois-le-Duc) est un coureur cycliste néerlandais.

## Palmarès
- 2002
  - 3e de Romsée-Stavelot-Romsée
- 2003
  - Classement général du Tour du Brabant central
  - 2e du Grand Prix Etienne De Wilde
- 2004
  - 2e du Ronde van Midden-Nederland
- 2005
  - 1re étape du Tour de Tarragone
  - Tour de la province de Liège :
    - Classement général
    - 2e étape
- 2008
  - 6e et 9e étapes de l'Olympia's Tour
  - Classement général du Tour Nivernais Morvan
  - 2e de la Witte Kruis Classic
  - 2e du championnat des Pays-Bas du contre-la-montre par équipes
  - 3e du Tour du Limbourg
  - 3e du championnat des Pays-Bas élites sans contrat
- 2009
  - Tour du Brabant central
  - Ronde van Midden-Nederland
- 2011
  - 2e de la Baronie Breda Classic

## Classements mondiaux
| Année           | 2006   | 2007 | 2008 |
| --------------- | ------ | ---- | ---- |
| UCI Europe Tour | 1 093e |      | 667e |